# Lamothe-Landerron
Lamothe-Landerron è un comune francese di 1 145 abitanti situato nel dipartimento della Gironda nella regione della Nuova Aquitania.

## Società

### Evoluzione demografica
Abitanti censiti